# Neuseeländisches Parlament
Das Parlament von Neuseeland (Englisch: New Zealand Parliament, Māori: Pāremata Aotearoa) ist die oberste gesetzgebende Macht im Inselstaat Neuseeland. Das Parlament setzt sich aus zwei Teilen zusammen,
- dem Sovereign, dem König von Neuseeland, vertreten durch den Generalgouverneur von Neuseeland und
- dem New Zealand House of Representatives (Repräsentantenhaus).[1]

Der Sitz des Parlamentes ist in Wellington, der Hauptstadt des Landes.

## Geschichte
Am 17. Januar 1853 wurde mit dem New Zealand Constitution Act 1852 des britischen Parlamentes ein Gesetz verabschiedet, das der damaligen Kolonie Neuseeland mehr Selbstbestimmungsrechte gab und den Parlamentarismus einführte. Anfänglich bestand das Parlament, General Assembly genannt, noch aus einem Zweikammersystem, bei dem die Mitglieder des Legislative Council, dem Oberhaus, von der britischen Krone ernannt wurden und das House of Representatives, als Unterhaus, das sich aus den gewählten Vertretern der sechs damaligen Provinzen bildete. Wählen durften seinerzeit nur Männer über 21 Jahren, die sich im Besitz von Land befanden, gepachtet oder als Eigentum.  Während die Mitglieder des Repräsentantenhauses jeweils für eine Legislaturperiode von fünf Jahren gewählt wurden, bekamen die Vertreter des Oberhauses, die Gesetzesbeschlüsse des Unterhauses verwerfen konnten, hingegen ihren Sitz auf Lebenszeit, doch 1891 wurde ihre Amtszeit auf 7 Jahre begrenzt.
Mit dem Statute of Westminster Adoption Act 1947 erhielt Neuseeland 1947 seine volle Souveränität und mit Wirkung vom 1. Januar 1951 wurde der Legislative Council dann abgeschafft, so dass Neuseelands parlamentarisches System heute ein Einkammersystem darstellt.

## Das Parlament heute
Häufig wird im deutschsprachigen Raum das Repräsentantenhaus Neuseelands irrtümlich als Parlament bezeichnet, da im Repräsentantenhaus die gewählten Vertreter des Volkes sitzen. Da das politische System Neuseelands aber auf einer konstitutionellen Monarchie basiert, in der das Staatsoberhaupt ein erblicher Monarch (der Herrscher) ist und die Macht und Funktionen des Herrschers – wenn auch innerhalb verfassungsmäßiger Beschränkungen – ausübt, gehört das Staatsoberhaupt mit zum parlamentarischen System Neuseelands. Das Staatsoberhaupt, vertreten durch den Generalgouverneur von Neuseeland, eröffnet die konstituierende Sitzung des Parlamentes, beruft das Parlament zu seinen regelmäßigen Sitzungen ein und kann es kraft seiner Befugnisse auch auflösen.
Neuseeland besitzt keine Verfassung, in der die Rolle und Aufgaben des Parlamentes festgeschrieben in einem Dokument sind. Seine verfassungsgemäßen Aufgaben, wie es arbeiten soll und wie es gebildet wird, bezieht das Parlament aus den verschiedenen Gesetzen, wie 
- dem Legislature Act 1908, in dem die gesetzgebende Gewalt beschrieben wird,[5]
- dem Constitution Act 1986, das die Zuständigkeit des britischen Parlamentes in der neuseeländischen Gesetzgebung beendete,[6]
- dem New Zealand Bill of Rights Act 1990, in dem die Menschenrechte, demokratischen Rechte und Rechte der Zivilgesellschaft definiert werden,[7]
- dem Electoral Act 1993, das die Wahlen zum House of Representative regelt.[8]